# Борхів
Борхів (пол. Borchów) — село в Польщі, у гміні Олешичі Любачівського повіту Підкарпатського воєводства.
Населення — 247 осіб (2011).

## Географія
Село розташоване на відстані 4 кілометри на південний схід від центру гміни міста Олешичі, 5 кілометрів на південний захід від центру повіту міста Любачова і 77 кілометрів на схід від центру воєводства  — міста Ряшіва.

## Історія
У 1880 році село Борхів (з Лапаївкою) належало до Ярославського повіту Королівства Галичини та Володимирії Австро-Угорської імперії, у селі було 391 житель, з них 250 греко-католиків, 43 римо-католики і 98 юдеїв. Місцеві греко-католики належали до парафії Олешичі Олешицького деканату Перемишльської єпархії.
Станом на 1 січня 1939 року в селі мешкало 3500 осіб, з них 860 українців-грекокатоликів, 1700 українців-римокатоликів, 920 поляків і 20 юдеїв. Село входило до ґміни Любачів Любачівського повіту Львівського воєводства Польської республіки. Після анексії СРСР Західної України в 1939 році село включене до Любачівського району Львівської області. Однак вже у 1941 році територію зайняли війська вермахту. 22 липня 1944 року радянські війська оволоділи територією. У жовтні 1944 року Польщі віддані західні райони Львівської області, серед них і Любачівський. Корінне українське населення внаслідок виселення українців у 1945 році в СРСР та депортації в 1947 році в рамках акції Вісла на понімецькі території Польщі вбите або вивезене зі своєї історичної батьківщини. Жителі села в рядах ОУН і УПА чинили опір етноциду.
У 1975-1998 роках село належало до Перемишльського воєводства.

## Демографія
Демографічна структура станом на 31 березня 2011 року:
|          | Загалом | Допрацездатний вік | Працездатний вік | Постпрацездатний вік |
| -------- | ------- | ------------------ | ---------------- | -------------------- |
| Чоловіки | 115     | 27                 | 78               | 10                   |
| Жінки    | 132     | 33                 | 70               | 29                   |
| Разом    | 247     | 60                 | 148              | 39                   |

## Церква
Церква Благовіщення Пресвятої Богородиці була збудована у 1781 році. З 1920 року була парафіяльною, парафія належала до Любачівського деканату Перемишльської єпархії УГКЦ. У 1971 році церква перетворена на римо-католицьку каплицю.